# Засечная Слобода
Засечная Слобода — село в Инсарском районе Мордовии в составе Русско-Паевского сельского поселения.

## География
Находится на расстоянии примерно 7 километров по прямой на северо-запад от районного центра города Инсар.

## История
Село возникло во второй половине XVII века. Упоминается с 1869 года как село из 120 дворов. В 1856 году была возведена деревянная Михайло-Архангельская церковь (утрачена).

## Население
| 1989 | 2002 | 2010 |
| ---- | ---- | ---- |
| 118  | ↘63  | ↘43  |

Национальный состав
Согласно результатам Всероссийской переписи населения 2002 года, в национальной структуре населения русские составляли 95 %.